# 調整池式水力發電
調整池式水力發電為慣常式水力發電中的其中一種形式。調整池式水力發電特色在於擁有川流式水力發電不須興建大型水壩的特點以及如水庫式水力發電擁有蓄水功能的特點，因此可說是兩種水力發電形式的結合類型。調整池式水力發電會透過在河川上游興建一座閘門控制式水壩，水流遭到攔截後，形成湖泊，這座湖泊便被稱為調整池，再透過水壩旁的取水口，將水流導入水力發電廠中進行發電。
調整池式水力發電僅會儲存發電廠一日發電中所需的水量，中国大陆称之为“日调节型水库”。

## 介紹

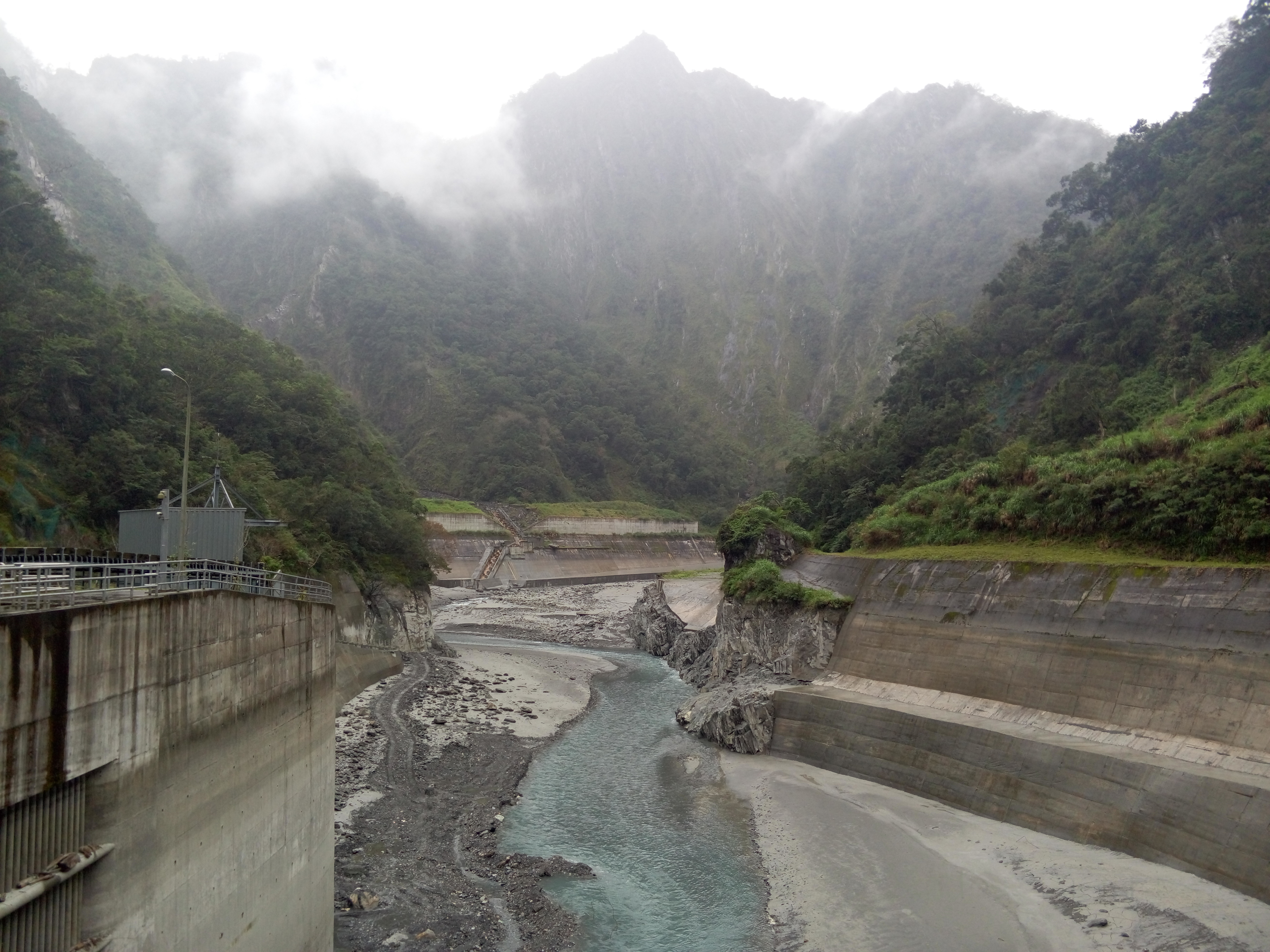
台電東部發電廠碧海機組大修時，上游南溪壩蓄水全放空之庫容景色

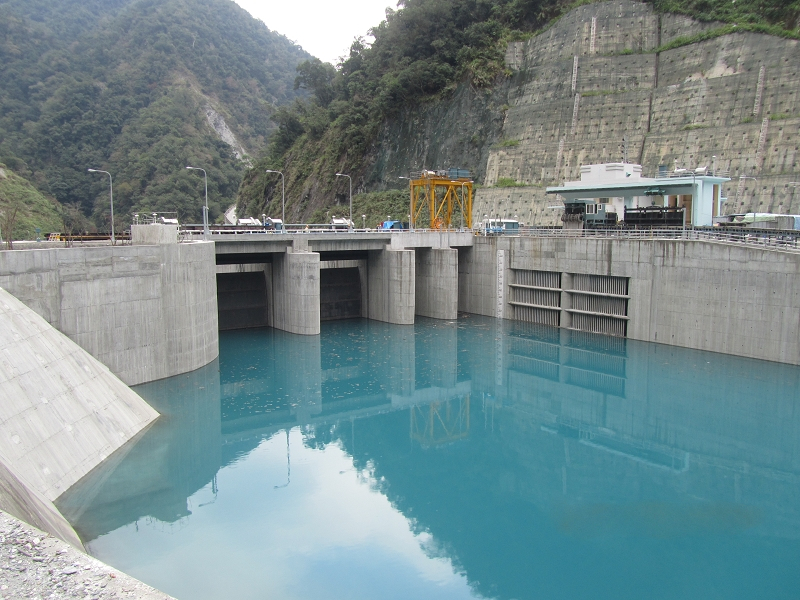
台電東部發電廠碧海機組正常發電時，上游南溪壩蓄水之庫容景色

調整池式水力發電與大多數水力發電形式一樣都會在河川上興建一座攔水壩以便於將水截流至水力發電廠，並利用水壩形成的上下水位落差來進行發電。調整池式水力發電利用水壩攔截所形成的庫容可用來調整季節的蓄水量，（豐水期貯水，枯水期再放水發電），因此，調整池式水力發電多用於分擔供電系統中的尖峰發電，不過，當調整池水源遇到水量充沛時，其發電廠還可用於系統基載發電。
調整池式水力發電為川流式水力發電與水庫式水力發電兩者的結合版，然而與上述兩種類型水力發電的不同在於，調整池式水力發電的蓄水池相較於川流式水力發電來的更大，攔水壩的規模也來的更大，並擁有蓄水的功能。當調整池式水力發電的蓄水量與自然流量充分配合時，可使得發電廠內的發電機組滿載運轉若干小時。而如果河川的自然流量超過水壩庫容量時，過多的水量便只能讓其溢流，如要應付負載的尖峰，蓄水量甚為重要，調整池式水力發電可用來調節水力發電廠的用水量與河川自然流量差值，整體系統便可配合供電系統的負載需求。
而調整池式水力發電與水庫式水力發電不同之處在於，雖然兩者皆利用攔水壩來進行水量儲存，然而調整池式水力發電僅會儲存發電廠一日發電中所需的水量，並且屬於短暫儲水，如逢發電廠機組大修時，便會將水壩閘門開啟，暫停蓄水。水庫式水力發電的攔水壩則屬於永久性儲水，當發電廠的機組因故停止運轉時，僅會將發電進水口閘門關閉，水庫依舊處於蓄水狀態。

## 環境爭議
調整池式水力發電在環境爭議議題上，較為需要注意的包括：在河川上興建水壩會導致洄游性魚類無法通過，並且由於水壩屬於閘門控制式，會導致水壩所在的河流下游斷流，並影響下游地區的生態環境、農田灌溉等。而水壩上游，如先天性地質不穩定，也會導致上游土石崩落後淤積在水壩庫容中，從而導致發電廠的發電效率大打折扣。

## 著名案例

### 中華民國（臺灣）

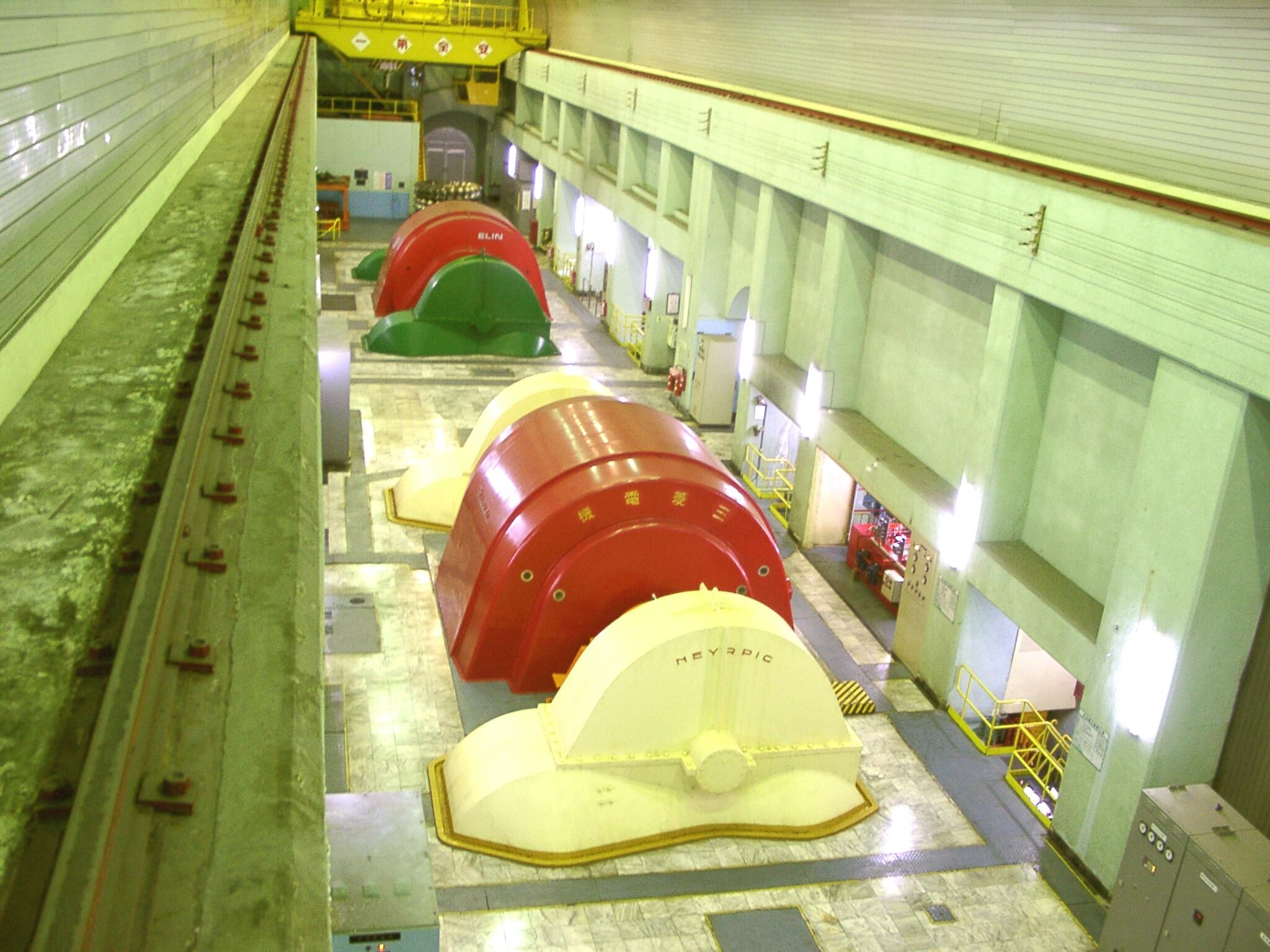
台電東部發電廠龍澗機組廠房，為亞洲水頭落差最高之水力發電廠

- 台電東部發電廠碧海機組，花蓮縣秀林鄉，透過南溪壩形成的調整池式水力發電廠[8]。
- 台電東部發電廠龍澗機組，花蓮縣秀林鄉，透過龍溪壩形成的調整池式水力發電廠，為亞洲水頭落差最高的水力發電廠，有效落差高達855公尺[9]。
- 台電大甲溪發電廠青山分廠，臺中市和平區，透過青山壩形成的調整池式水力發電廠，為臺灣慣常式水力發電廠中裝置容量最大的水力發電廠[10]。

## 資料來源
1. ↑  . 台灣電力公司.   [2016-02-22]. （原始内容存档于2014-02-01）.
2. 1 2  . 臺灣永續能源研究基金會.[永久]
3. 1 2  . 義守大學.[]
4. 1 2  . 工業技術研究院 再生能源網.[永久]
5. 1 2 3  . 臺北市政府產業發展局.[永久]
6. 1 2   (PDF). 京城商業銀行 綠能顧問.   [2016-02-23]. （原始内容存档 (PDF)于2016-03-03） （中文（臺灣））.
7. 1 2  . 環境資訊中心. 2012-07-26  [2016-02-22]. （原始内容存档于2014-03-17）.
8. ↑  . 更生日報. 2011-08-12  [2016-02-22]. （原始内容存档于2014-01-16）.
9. ↑   (PDF). 中國工程師學會會刊. 九十二年十二月  [2014-01-19]. （原始内容存档 (PDF)于2015-09-23） （中文（臺灣））.
10. ↑   (PDF). 台灣電力公司.   [2016-02-22]. （原始内容 (PDF)存档于2013-12-19） （中文（臺灣））.

## 外部連結
（日語）調整池式水力発電 （页面存档备份，存于）